# Mistrovství světa v ledním hokeji 2008 (Divize III)
Mistrovství světa v ledním hokeji (Divize III) se probíhala ve dnech 31. března–6. dubna 2008 v Kockelscheueru u Lucemburku v Lucembursku.

## Skupina
| Poř. | Tým                   | Z | V | VP | PP | P | Skóre | B  |
| ---- | --------------------- | - | - | -- | -- | - | ----- | -- |
| 1.   | KLDR                  | 5 | 5 | 0  | 0  | 0 | 40:6  | 15 |
| 2.   | Jihoafrická republika | 5 | 4 | 0  | 0  | 1 | 29:16 | 12 |
| 3.   | Lucembursko           | 5 | 1 | 2  | 0  | 2 | 22:13 | 7  |
| 4.   | Turecko               | 5 | 2 | 0  | 1  | 2 | 27:24 | 7  |
| 5.   | Řecko                 | 5 | 1 | 0  | 1  | 3 | 17:28 | 4  |
| 6.   | Mongolsko             | 5 | 0 | 0  | 0  | 5 | 11:59 | 0  |

 Řecko -  Jihoafrická republika 1:5 (0:2, 0:0, 1:3)
31. března - Kockelscheuer
 Severní Korea -  Mongolsko 17:0 (6:0, 5:0, 6:0)
31. března - Kockelscheuer
 Lucembursko -  Turecko 5:4pp (2:1, 0:2, 2:1 - 1:0)
31. března - Kockelscheuer
 Mongolsko -  Řecko 4:10 (1:2, 1:5, 2:3)
1. dubna - Kockelscheuer
 Turecko -  Jihoafrická republika 1:7 (0:1, 1:1, 0:5)
1. dubna - Kockelscheuer
 Severní Korea -  Lucembursko 2:1 (0:0, 0:0, 2:1)
1. dubna - Kockelscheuer
 Turecko -  Mongolsko 11:3 (5:1, 3:2, 3:0)
3. dubna - Kockelscheuer
 Severní Korea -  Řecko 7:3 (2:1, 2:0, 3:2)
3. dubna - Kockelscheuer
 Lucembursko -  Jihoafrická republika 4:5 (1:1, 1:3, 2:1)
3. dubna - Kockelscheuer
 Jihoafrická republika -  Severní Korea 0:6 (0:3, 0:2, 0:1)
5. dubna - Kockelscheuer
 Řecko -  Turecko 1:9 (0:3, 1:3, 0:3)
5. dubna - Kockelscheuer
 Mongolsko -  Lucembursko 0:9 (0:1, 0:4, 0:4)
5. dubna - Kockelscheuer
 Jihoafrická republika -  Mongolsko 12:4 (3:2, 5:1, 4:1)
6. dubna - Kockelscheuer
 Turecko -  Severní Korea 2:8 (1:5, 0:0, 1:3)
6. dubna - Kockelscheuer
 Lucembursko -  Řecko 3:2sn (0:0, 1:0, 1:2 - 0:0)
6. dubna - Kockelscheuer